# Ed Willis
Ed Willis fue un deportista estadounidense que compitió en vela en la clase Star. Ganó dos medallas en el Campeonato Mundial de Star, oro en 1925 y plata en 1935.

## Palmarés internacional
| Campeonato Mundial | Campeonato Mundial                 | Campeonato Mundial | Campeonato Mundial |
| Año                | Lugar                              | Medalla            | Clase              |
| ------------------ | ---------------------------------- | ------------------ | ------------------ |
| 1925               | Long Island Sound (Estados Unidos) | Medalla de oro     | Star               |
| 1935               | Newport Beach (Estados Unidos)     | Medalla de plata   | Star               |